# Vacutainer

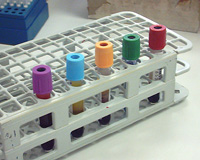
Algunos tubos de Vacutainer que contienen sangre.

Vacutainer™ es una marca comercial de Becton, Dickinson and company para un tubo de ensayo específicamente diseñado para la venopunción. Fue desarrollado en 1940 por Joseph Kleiner.
El sistema consiste en extraer sangre intravenosa al vacío y específicamente de la región cubital del brazo.
Se trata de un tubo de vidrio y plástico PET (polietilen ftalato) al vacío con un tapón de plástico blando, que permite que lo atraviese una aguja mediante una leve presión.
Existen varios tipos de Vacutainer que se diferencian por el color de su tapón. Cada color de tapón indica el aditivo, o ausencia del mismo, contenido en el tubo. Por ejemplo, los tubos de tapón color lila o violeta contienen EDTA; los de tapón celeste contienen citrato, etc.
La ventaja del vacutainer es que la persona que toma la muestra no entra en contacto con la aguja, evitando así el riesgo de contagio.

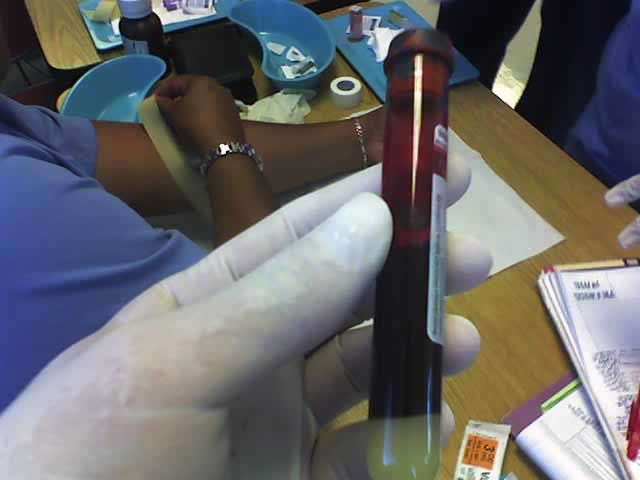
Vacutainer de tapón atigrado, ya llenado con sangre.

## Contenidos de los tubos

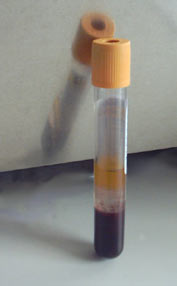
Un tubo SST vacutainer grande.